# 約瑟夫·坎伯
约瑟夫·约翰·坎伯（Joseph John Campbell；1904年3月26日—1987年10月30日）是美国的神话学家、作家和教授，其著名的研究領域為比較神話學和比较宗教學，他的研究工作涵盖诸多人类经验的面相。坎伯的巨著是《千面英雄》 (1949年)，其中讨论了全世界神話故事的英雄旅程與其轉化過程，並且從中揭露同一原型的英雄。此书出版之後，坎伯的理論已廣泛受到許多现代作家和艺术家有意识地運用。他的哲学可以由他自己经常重复的一句话加以概述：「從你所好。」(follow your bliss).

## 生活

### 背景
约瑟夫·坎伯出生在紐約州白原市 ，父親查尔斯·威廉·坎贝尔，母親约瑟芬(原姓林奇)，屬於中上阶层的爱尔兰天主教家庭。童年時期，他与家人搬到附近的新罗谢尔。1919年發生火災致使他的祖母過世。
1921年，坎伯毕业于康涅狄格州新米爾福的坎特伯雷学院。
隨後坎伯在达特茅斯学院學習生物学和数学，並加入Delta Tau Delta學會，但他决定投入於人文学科，並轉學到哥伦比亚大学，於1925年取得英语文献的文學士(B.A.)，1927年取得中世纪文学文學碩士(M.A.)。同時坎伯也是傑出的运动员，曾获得田賽和徑賽運動的獎項，並且曾是世界最快的半英里长跑运动员。

### 欧洲
1924年，坎伯与他的家人前往欧洲。在回程途中，他遇到了神智学会的彌賽亞：克里希那穆提；他们讨论了印度哲学，引发了在坎伯對印度教和印度思想的興趣。
1927年，坎伯獲得哥伦比亚大学前往歐洲研究的獎學金。坎伯在法國巴黎大学和德國慕尼黑大學研究古法語、普羅旺斯語和梵文。他同時学会了读說法文和德文。

### 中斷的博士研究
他在1929年返回哥伦比亚大学，坎伯表示除了中世紀文學之外，希望繼續研究梵文和現代藝術。由於教师不予批准，坎贝尔退出研究生课程。此後的人生當中，他曾笑說沒辦法靠博雅教育取得博士學位，但學術訓練足以支撐他的研究工作。

### 大蕭條
隨著大萧条來臨，坎伯靠著租賃棚屋在紐約伍德斯托克度過未來五年（1929-34年）。 他在那裡規劃了下一階段的人生目標 ，同時進行密集和嚴格的獨立研究。 他後來說：「他會把一天分成四份四小時的時間，用三份四小時的時間來閱讀，並保持一份時間的空閒，因此我一天會有九小時的充分閱讀時間，持續了五年。」
坎伯前往加利福尼亚州一年（1931-32年），並持續獨立研究，並作家和早期營養學家(Nutritionist) Adele Davis 介紹，結識新銳作家約翰·史坦貝克和他的妻子卡羅，並且成為親近的朋友。坎伯與 Adele Davis 的父親在1929年12月在加勒比海乘船遊覽中認識，並保持密切的關係。 在蒙特雷半島，坎伯和約翰·斯坦貝克結識海洋生物學家艾德·李克茲（Ed Rickett，即約翰·史坦貝克小說《製罐巷》中的 “Doc”的原型以及其他幾本小說的主要人物），並深受著迷。 坎伯住在艾德·李克茲隔壁一段時間，參與了里克茨的專業活動，並於1932年同他與 Xenia Cage 和 Sasha Kashevaroff 一起前往阿拉斯加州朱諾進行旅程。 坎伯試著寫一本以里克茨為英雄的小說，但最後並未完成。